# Stinatz
Stinatz (Kroatisch: Stinjaki) is een gemeente in de Oostenrijkse deelstaat Burgenland, gelegen in het district Güssing (GS). De gemeente heeft ongeveer 1400 inwoners.

## Geografie
Stinatz heeft een oppervlakte van 9,5 km². Het ligt in het uiterste zuidoosten van het land.
Bildein · Bocksdorf · Burgauberg-Neudauberg · Eberau · Gerersdorf-Sulz · Großmürbisch · Güssing · Güttenbach · Hackerberg · Heiligenbrunn · Heugraben · Inzenhof · Kleinmürbisch · Kukmirn · Moschendorf · Neuberg im Burgenland · Neustift bei Güssing · Olbendorf · Ollersdorf im Burgenland · Rauchwart · Rohr im Burgenland · Sankt Michael im Burgenland · Stegersbach · Stinatz · Strem · Tobaj · Tschanigraben · Wörterberg
- Gemeinsame Normdatei: 4229710-2
- Library of Congress Control Number: n84192084
- MusicBrainz: 2d684961-9d0f-4a33-a35d-6896585e2813
- Nationale Bibliotheek van Israël: 987007557788505171
- Virtual International Authority File: 234223439
- WorldCat: E39PBJmdvcGWHfmT7f67VwC4v3